# Come with Me (песня Puff Daddy)
«Come with Me» (с англ. — «Пойдём со мной») — сингл американского рэпера Puff Daddy, записанный при участии английского гитариста Джимми Пейджа, выпущенный 1 июня 1998 года на лейбле Epic Records.
Песня вошла в саундтрек к фильму Годзилла (1998) и воссоздаёт песню «Kashmir» группы Led Zeppelin 1975 года. Джимми Пейдж и продюсер Том Морелло также записали живые гитарные партии (Морелло также играл на басу в песне). Песня также содержит оркестровые элементы.
Сингл занял второе место в чарте Великобритании, третье в чарте Новой Зеландии и четвёртое в чарте Соединённых Штатах, и вошёл в пятёрку лидеров в нескольких европейских странах, включая Австрию, Финляндию, Германию, Польшу и Швейцарию. Сингл был сертифицирован как «платиновый» 11 августа 1998 года.
Также было выпущено музыкальное видео, снятое режиссёром Говардом Гринхолом. В 1998 году видео на песню было номинировано в категории «Лучшее видео из фильма» на церемонии MTV Video Music Awards, но проиграло видеоклипу на песню «I Don’t Want to Miss a Thing» группы Aerosmith из саундтрека к фильму Армагеддон.
Это сотрудничество заняло 27 место в списке «Least Metal Moments» (с англ. — «Редкие моменты в металле») телеканала VH1 в сегменте, озаглавленном «Всё дело в Zeppelin», ссылаясь на песню Паффа Дэдди «It’s All About the Benjamins» (с англ. — «Всё дело в Бенджаминах»).

## В популярной культуре
Комбс и Пейдж исполнили песню в финале 23 сезона телешоу Saturday Night Live, который вышел 9 мая 1998 года.
Во Франции, когда футбольный клуб Олимпик Марсель забивает гол, играет эта песня.
Эта песня использовалась для шорт-стопа «Нью-Йорк Янкис», Дерек Джитера, когда он подходил к тарелке.
В настоящее время эта песня используется в качестве вступления к финальной стадии итальянского игрового шоу «Avanti un altro!».
Песня часто звучала во время популярной и исторической шведской лыжной гонки Васалоппет.

## Список композиций

### Винил12"
Сторона А
1. «Come With Me» (Radio Version) — 4:27
2. «Come With Me» (Live Version) — 6:06

Сторона Б
1. «Come With Me» (Morello Remix) — 5:17
2. «Come With Me» (Radio Album Version) — 6:06

### CD-сингл
1. «Come With Me» (Extended Radio Edit) — 6:08
2. «Come With Me» (Radio Version II) — 4:48

### CD-макси-сингл
1. «Come With Me» (Album Version) — 6:12
2. «Come With Me» (Radio Version II) — 4:51
3. «Come With Me» (Remix) — 5:22
4. «Out There» (by fuzzbubble)  — 2:50
5. «Come With Me» (Instrumental) — 6:10

### Аудиокассета
Сторона А
1. «Come With Me» (Extended Radio Edit) — 6:08

Сторона Б
1. «Come With Me» (Radio Version II) — 4:48

## Чарты
| Чарт (1998)                           | Высшая позиция |
| ------------------------------------- | -------------- |
| Австралия (ARIA)                      | 10             |
| Австрия (Ö3 Austria Top 40)           | 3              |
| Бельгия/Фландрия (Ultratop 50)        | 10             |
| Бельгия/Валлония (Ultratop 50)        | 5              |
| Канада (Nielsen SoundScan)            | 7              |
| Финляндия (Suomen virallinen lista)   | 3              |
| Франция (SNEP)                        | 8              |
| Германия (GfK)                        | 3              |
| Ирландия (IRMA)                       | 2              |
| Италия (Hit Parade Italia)            | 11             |
| Нидерланды (Dutch Top 40)             | 9              |
| Нидерланды (Single Top 100)           | 8              |
| Новая Зеландия (Recorded Music NZ)    | 3              |
| Норвегия (VG-lista)                   | 8              |
| Польша (LP3)                          | 2              |
| Шотландия (OCC Scotland)              | 2              |
| Швеция (Sverigetopplistan)            | 12             |
| Швейцария (Schweizer Hitparade)       | 2              |
| Великобритания (OCC UK Singles)       | 2              |
| Великобритания (OCC UK Hip Hop/R&B)   | 1              |
| США (Billboard Hot 100)               | 4              |
| США (Billboard Hot R&B/Hip-Hop Songs) | 19             |
| США (Billboard Hot Rap Songs)         | 1              |

| Итоговый годовой чарт (1998)             | Позиция |
| ---------------------------------------- | ------- |
| Австралия (ARIA)                         | 62      |
| Австрия (Ö3 Austria Top 40)              | 17      |
| Бельгия (Ultratop 50 Flanders)           | 47      |
| Бельгия (Ultratop 50 Wallonia)           | 16      |
| Франция (SNEP)                           | 47      |
| Германия (Official German Charts)        | 15      |
| Италия (Hit Parade Italia)               | 65      |
| Нидерланды (Single Top 100)              | 46      |
| Новая Зеландия (Recorded Music NZ)       | 41      |
| Швеция (Sverigetopplistan)               | 39      |
| Швейцария (Schweizer Hitparade)          | 11      |
| Великобритания (Official Charts Company) | 89      |
| США Billboard Hot 100                    | 47      |

## Сертификации
| Регион | Сертификация | Продажи   |
| --- | ------------ | --------- |
| Австралия (ARIA) | Золотой      | 35 000^   |
| Бельгия (BEA) | Платиновый   | 50 000*   |
| Франция (SNEP) | Золотой      | 250 000*  |
| Германия (BVMI) | Платиновый   | 500 000^  |
| Новая Зеландия (RMNZ) | Золотой      | 5000*     |
| Швеция (GLF) | Золотой      | 15 000^   |
| Швейцария (IFPI Switzerland)                                                                                             | Золотой      | 25 000^   |
| Великобритания (BPI) | Серебряный   | 200 000^  |
| США (RIAA) | Платиновый   | 1,000,000 |
| * Данные о продажах приведены только на основе сертификации. ^ Данные о тиражах приведены только на основе сертификации. |              |           |

## Награды и номинации
10 сентября 1998 года видео на песню было номинировано в категории «Лучшее видео из фильма» на церемонии MTV Video Music Awards, но проиграло видеоклипу на песню «I Don’t Want to Miss a Thing» группы Aerosmith из саундтрека к фильму Армагеддон.
| Награда                | Год  | Номинированная работа             | Категория              | Результат |
| ---------------------- | ---- | --------------------------------- | ---------------------- | --------- |
| MTV Video Music Awards | 1998 | «Come with Me» (feat. Jimmy Page) | Лучшее видео из фильма | Номинация |